# Discriminazione sulla statura
La discriminazione sulla statura comprende sia i comportamenti iniqui che i pregiudizi basati sulla statura degli individui oggetto di tale fenomeno, con particolare riferimento agli individui di bassa statura.
Il termine heightism, derivato dal sostantivo inglese height ("statura"), venne introdotto per la prima volta nel 1971 dal sociologo statunitense Saul Feldman, autore della pubblicazione The presentation of shortness in everyday life – height and heightism in American society: Toward a sociology of stature ("La presentazione della bassa statura nella vita quotidiana – statura e discriminazione sulla statura nella società americana: verso una sociologia della statura").
Tra le poche normative introdotte per contrastare il fenomeno, l'Elliot Larsen Civil Rights Act dello stato federato del Michigan proibisce la discriminazione sulla statura nella retribuzione e nell'assunzione dei dipendenti, a eccezione delle richieste di quegli attributi legittimi importanti per tutelare il normale funzionamento aziendale.
In ambito occupazionale, le conseguenze della discriminazione sulla bassa statura sono peggiori per gli uomini che per le donne.

## Cause
Secondo ipotesi di psicologia evoluzionista, la statura era particolarmente vantaggiosa per l’ambiente ancestrale umano, anche in termini di competizione intra-sessuale tra maschi. Questa circostanza spiegherebbe l’influenza della statura maschile sulla percezione dell'individuo in termini di status sociale, dominanza, salute e intelligenza.

## Conseguenze

### Bullismo
In uno studio britannico condotto dal Wessex Medical Trust, si riportava un più alto livello di bullismo e isolamento sociale tra bambini di bassa statura ma normali da un punto di vista medico. Tale maggiore frequenza di bullismo era registrata anche consultando insegnanti e genitori, e persisteva se si escludevano gli effetti della classe sociale di appartenenza. In particolare, i bambini maschi riportavano di essere vittima di bullismo con una frequenza più che doppia rispetto al gruppo di controllo.

### Discriminazione lavorativa e disuguaglianza economica
Studi hanno dimostrato pregiudizi nel processo di assunzione basati sulla statura, e anche l'associazione tra statura e reddito, che è stata documentata in Cina, Regno Unito e Stati Uniti d’America.
A titolo di esempio per il legame statistico tra statura e successo lavorativo, nel 2005 Malcolm Gladwell fece notare la maggiore frequenza di individui alti più di 6 piedi (180 cm) tra gli amministratori delegati delle aziende iscritte nella lista Fortune 500: 58% contro il 14,5% della popolazione adulta maschile statunitense.

### Salute mentale
Un articolo scientifico pubblicato sul The American Journal of Psychiatry ha dimostrato una forte associazione statistica negativa tra statura e rischio di suicidio nella popolazione maschile svedese. Tra le ipotesi avanzate per spiegare il legame, sono state nominate la stigmatizzazione e la discriminazione sofferte dagli uomini bassi in età adulta. L’associazione persisteva anche considerando i disturbi mentali, lo stato civile coniugale e il livello di istruzione.